# Pendet

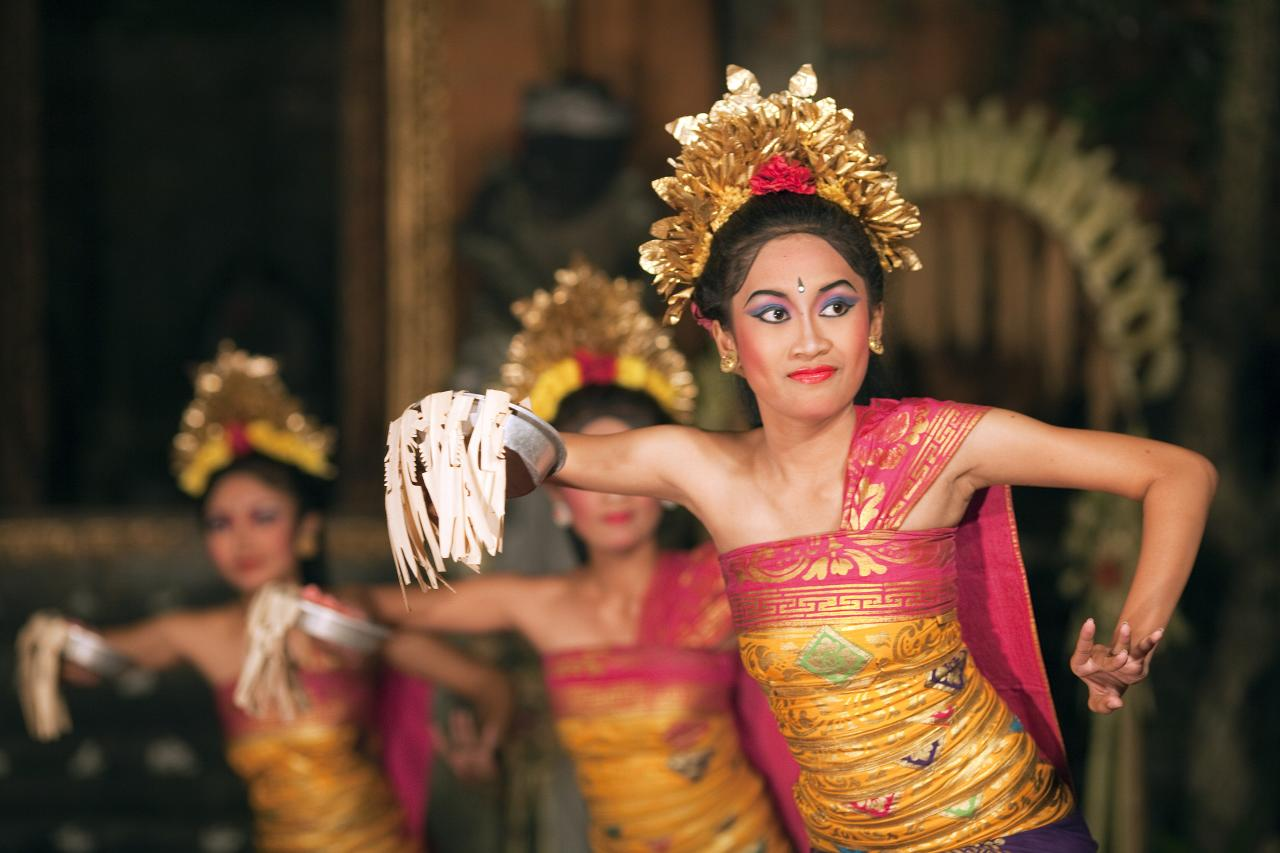
Danseuses de pendet (2009)

Le pendet est une danse traditionnelle balinaise durant laquelle des offrandes sont faites pour purifier un temple ou un théâtre en préliminaire à des cérémonies ou à d'autres danses. Elle est souvent pratiquée par des jeunes filles portant des bols de pétales de fleur. Elles jettent ces derniers dans l'air à plusieurs moments de la danse. On peut assimiler le pendet à une danse de bienvenue.